# Silvijo
Silvijo je moško osebno ime.

## Izvor imena
Ime Silvijo je različica moškega osebnega imena Silvester.

## Pogostost imena
Po podatkih Statističnega urada Republike Slovenije je bilo na dan 31. decembra 2007 v Sloveniji število moških oseb z imenom Silvijo: 10.

## Osebni praznik
Osebe z imenom Silvijo lahko godujejo takrat kot osebe z imenom Silvester.